# Бояров, Григорий Алексеевич
Григорий Алексеевич Бояров (род. 28 июля 1976, Вильнюс) — литовский старообрядческий религиозный и общественный деятель; Председатель Высшего Совета Древлеправославной поморской церкви Литвы (с 2007), наставник Свято-Покровской старообрядческой церкви.

## Биография
Родился 28 июля 1976 года, Вильнюсе в семье старообрядцев-поморцев.
С ранних лет, будучи прихожанином Свято-Покровской старообрядческой церкви, изучал Священное Писание, Богослужебный Устав и солевое пение. 

### Церковная деятельность
21 января 2007 года в Вильнюсском Свято-покровском храме состоялось благословление в духовные наставники.
16 февраля 2007 года на Соборе ДПЦ Литвы в Вильнюсе избрали в Председатели Высшего Совета Церкви. Также и в 2012 году и 2017 году на Соборах в Зарасай и Каунасе переизбран.
11 августа 2022 года в Республике Беларусь, в моленной деревни Кублищина избран председателем Единого Совета Древлеправославной Поморской Церкви. Срок полномочий — три года.
Является одним из организаторов молодёжного лагеря «Лествица», в котором ежегодно принимает активное участие, общаясь с молодым поколением.

### Семья
- Дед Алексей Васильевич Бояров (1926 — 1991) — с 1969 по 1973 год председатель Вильнюсской общины.